# Bärenburg (Altenberg)
Bärenburg ist ein Ortsteil der sächsischen Stadt Altenberg im Landkreis Sächsische Schweiz-Osterzgebirge.

## Geografie
Bärenburg liegt etwa sechs Kilometer nordwestlich von Altenberg im Osterzgebirge. Bärenburg besteht aus den Ortsteilen Oberbärenburg und Waldbärenburg (auch Talbärenburg genannt). Oberbärenburg ist staatlich anerkannter Erholungsort im Freistaat Sachsen.

### Nachbarorte
| Kipsdorf    | Dönschten                                   | Falkenhain   |
| Bärenfels   | Kompassrose, die auf Nachbargemeinden zeigt | Waldidylle   |
| Schellerhau |                                             | Hirschsprung |

## Geschichte
Die Streusiedlung Bärenburg hatte ein eigenes Rittergut, das die Grundherrschaft ausübte. Als erste Namensvariante ist „Bernburgk“ (1595) bekannt. Um 1600 hieß der Ort „Beerenburg“. Bärenburg war 1764 zum Amt Altenberg gehörig. Der heutige Name des Ortes tauchte erstmals 1784 auf. Von 1856 bis 1875 gehörte Falkenhain dem Gerichtsamt Altenberg an, danach der Amtshauptmannschaft Dippoldiswalde. 1900 betrug die Fläche der Gemarkung 1153 Hektar. Die Bevölkerung teilte sich 1925 in 216 evangelisch-lutherische und sechs Katholiken auf. Der Ort war nach Schellerhau gepfarrt. Im Jahr 1952 wurde Bärenburg als eigenständige Gemeinde Teil des Kreises Dippoldiswalde, der 1994 in den Weißeritzkreis überging. 1996 erfolgte die Eingemeindung nach Altenberg. Altenberg wurde im August 2008 Teil des aus Landkreis Sächsische Schweiz und Weißeritzkreis gebildeten Landkreises Sächsische Schweiz-Osterzgebirge.

### Entwicklung der Einwohnerzahl

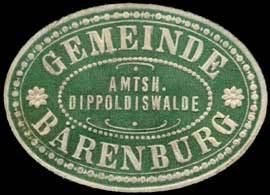
Siegelmarke der Gemeinde Bärenburg

| Jahr | Einwohnerzahl |
| ---- | ------------- |
| 1764 | 14 Gärtner    |
| 1834 | 75            |
| 1871 | 111           |
| 1890 | 95            |
| 1910 | 152           |
| 1925 | 230           |
| 1939 | 276           |
| 1946 | 376           |
| 1950 | 475           |

| Jahr | Einwohnerzahl |
| ---- | ------------- |
| 1964 | 468           |
| 1990 | 322           |
| 2009 | 272           |
| 2010 | 264           |
| 2011 | 255           |
| 2014 | 253           |
| 2015 | 263           |
| 2018 | 235           |
| 2021 | 251           |

## Kultur und Sehenswürdigkeiten

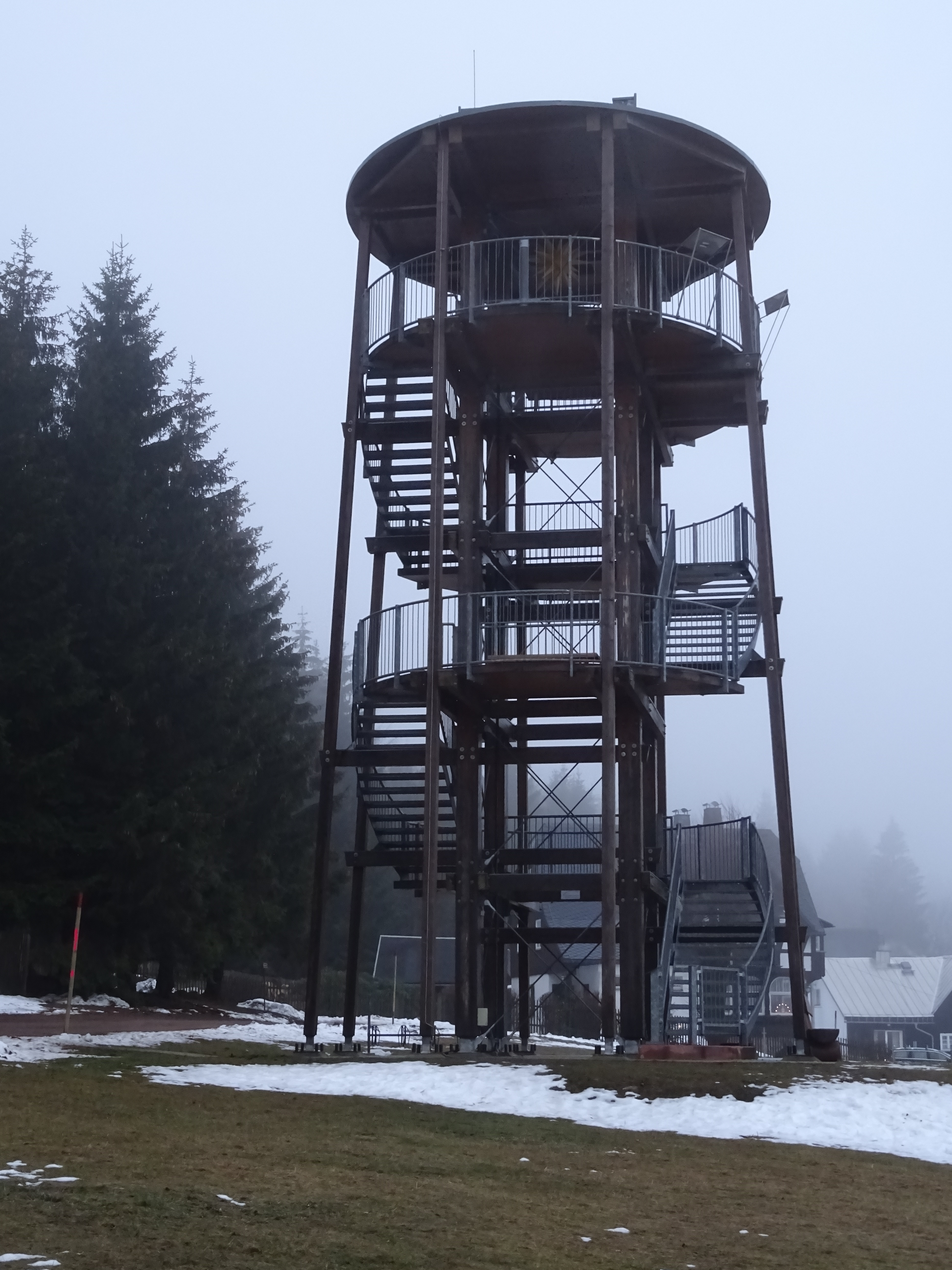
Aussichtsturm Oberbärenburg

In Oberbärenburg steht oberhalb des Kur- und Konzertplatzes ein 2004 errichteter 14 m hoher Aussichtsturm

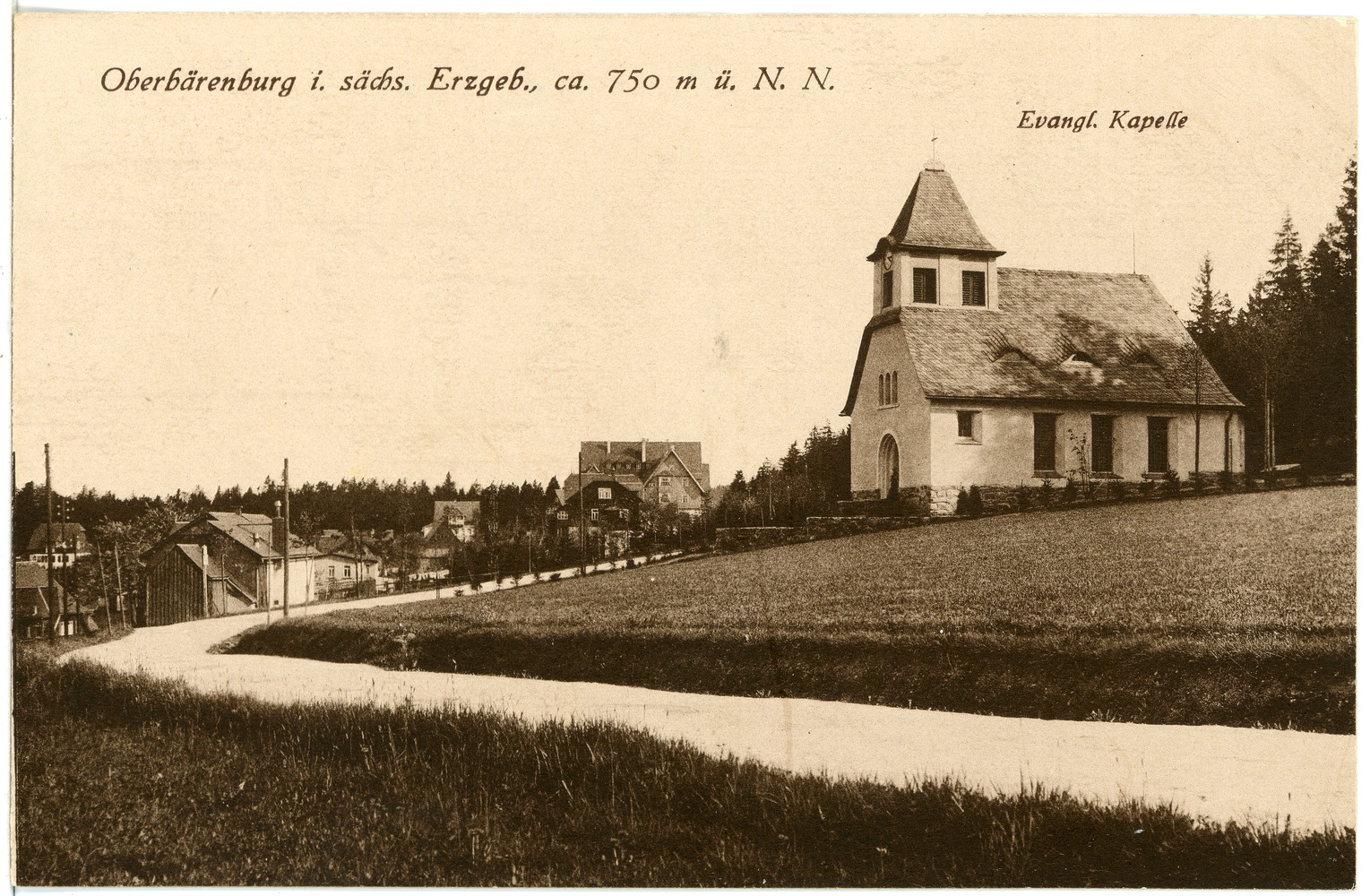
Ortsansicht mit Evangelischer Kapelle (1914)
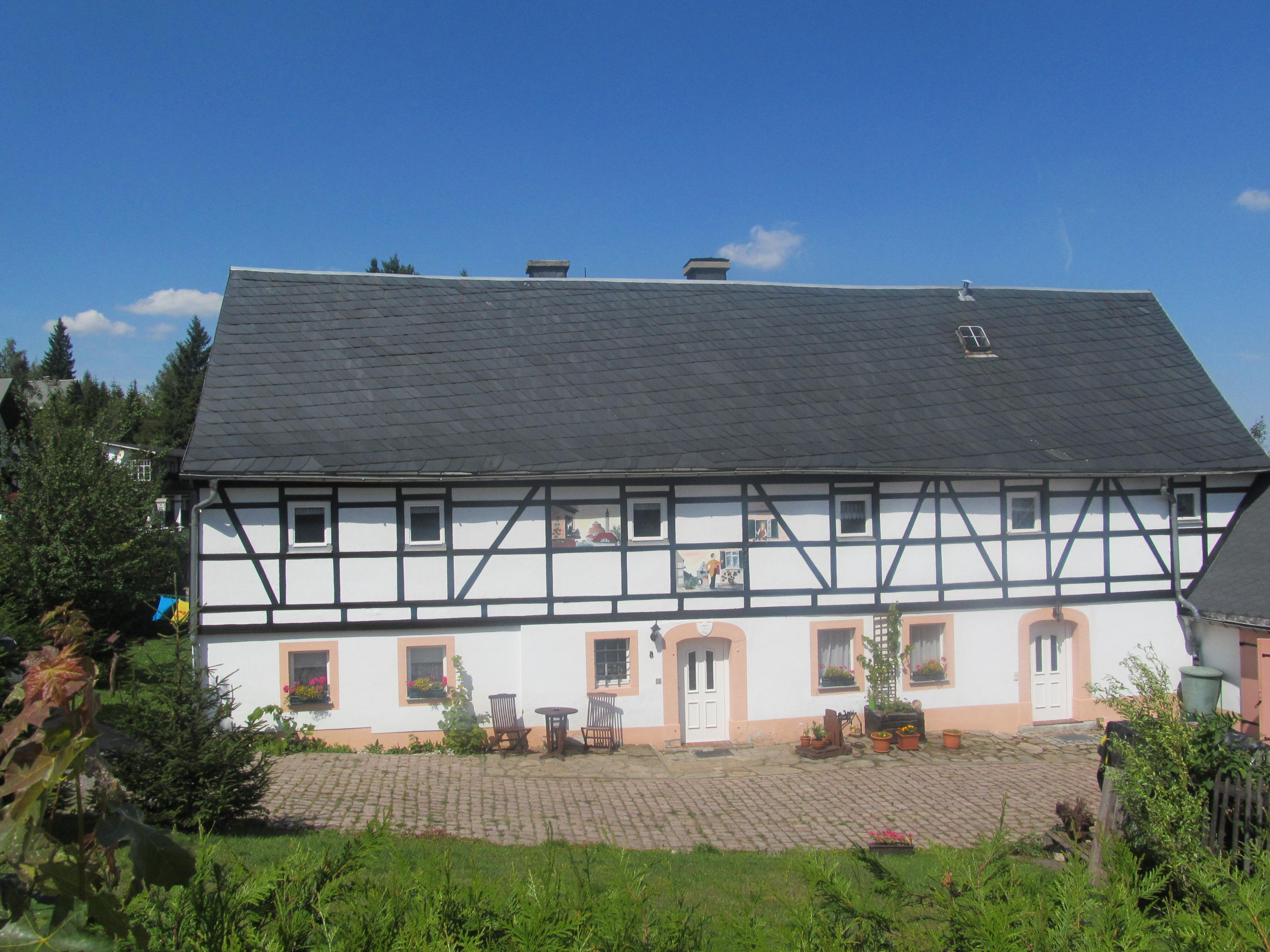
Altes Haus in Oberbärenburg
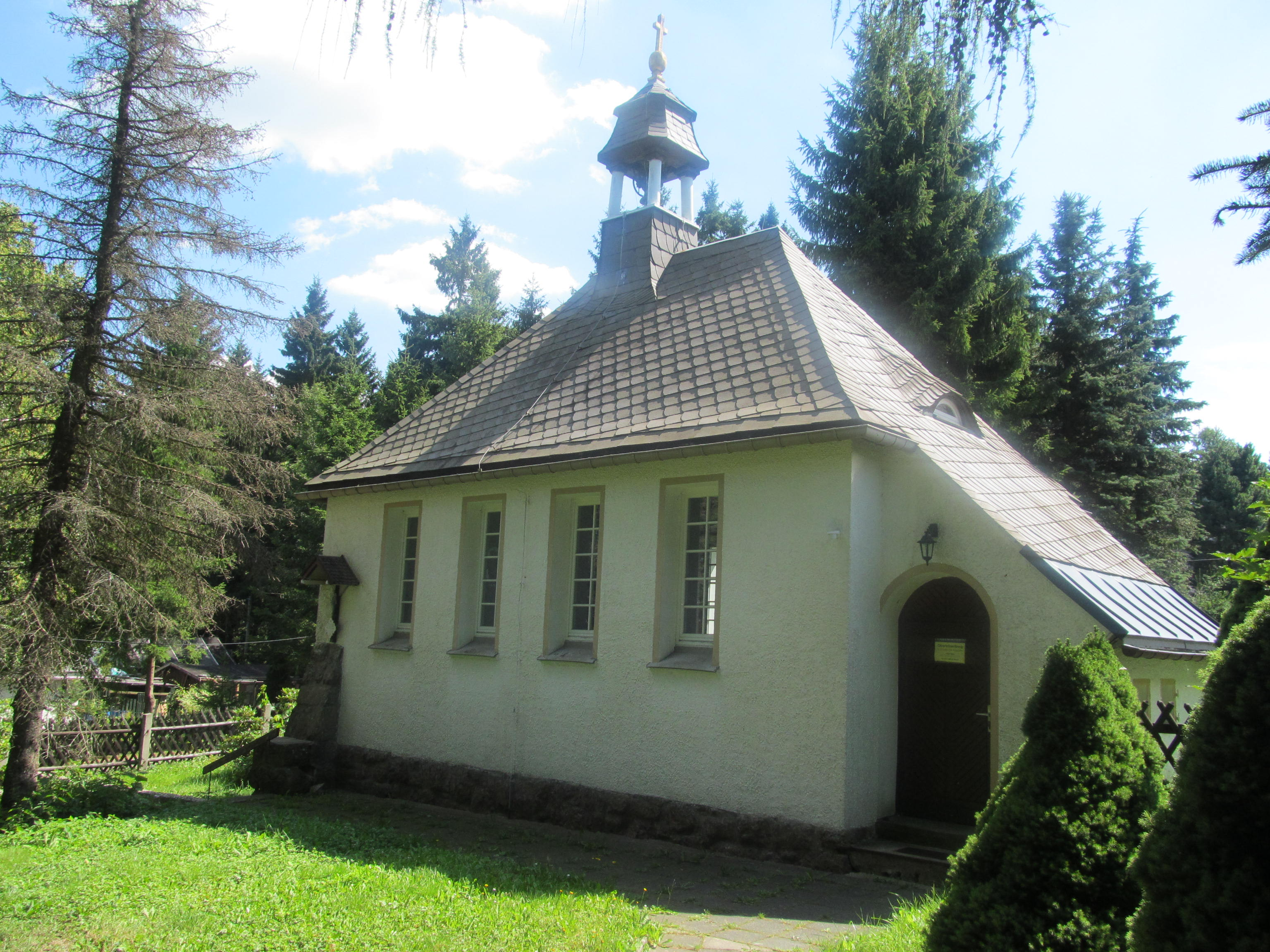
Katholische Kapelle